# Michele Skatar
Michele Skatar (Capodistria, 30 dicembre 1985) è un ex pallamanista croato naturalizzato italiano.
Terzino destro o ala destra di 192 cm per 93 kg, conta 141 presenze condite da 589 reti nella Nazionale italiana.
Nella sua carriera ha giocato nel campionato croato, italiano, tedesco e francese con le maglie di RK Umag, Pallamano Trieste, TSG Friesenheim, TuS Nettelstedt-Lübbecke, Mulhouse Handball Sud Alsace, HBC Nantes, Carpi, Cesson Rennes,  Montélimar Cruas Handball, Strasbourg Eurométropole, Soultz Bollwiller e SSV Bozen Loacker.

## Biografia
È il fratello minore del poeta e procuratore sportivo Daniel Skatar.

## Carriera

### RK Umag, Pallamano Trieste e lo sbarco in Germania
Con il RK Umag vince la seconda divisione croata nel 2001 ed è anche finalista in Coppa di Croazia nel 2003. 
In Italia con la maglia di Trieste, ha vinto l'Handball Trophy 2004–05, il titolo di capocannoniere della Serie A d'Elite con 233 marcature nel Campionato italiano di pallamano 2005-06, il campionato Under-21 nel 2005–06 ed è stato capocannoniere della nazionale ai Giochi del Mediterraneo di Almería nel 2005. È stato inoltre vicecampione d'Italia e finalista di Coppa Italia nel 2004–05. 
Le buone prestazioni sul campo lo fanno approdare in Bundesliga. La vetrina tedesca è considerata il vertice dei campionati professionistici di pallamano. Michele, per primo ha avuto l'onore di rappresentare l'Italia pallamanistica a questi livelli. 333 le reti da lui firmate in Germania: 80 in prima divisione e 220 in seconda, oltre a 33 in Coppa di Germania. Ha vinto la 2. Handball-Bundesliga nel 2008-09.

### Mulhouse
Dopo che, per ragioni familiari, Joël Abati, uno dei colossi della pallamano mondiale, è costretto a rinunciare alla chiamata del Mulhouse, la società alsaziana punta proprio sul ventitreenne mancino italo-croato in scadenza di contratto. Pur nonostante le offerte da campionati certamente più appetibili, Skatar, rassicurato dalla serietà dell'ambiente, si vede propenso alla collaborazione. Si risolve così, con un accordo annuale, uno dei tormentoni dell'estivo mercato transalpino.
Stando al portale lalsace.fr ammonta a 233 segnature in 37 partite ufficiali il contributo del mancino italiano, secondo miglior marcatore del Campionato senza contare i rigori nonché eletto ufficialmente miglior terzino destro della PRO D2.

### Nantes
Per il Mulhouse una partenza non facile da digerire quella di Skatar che ha ufficializzato il suo passaggio all'HBC Nantes in D1. 
"Le chevalier" – come lo chiamano in Francia – si rivela un buon investimento, è determinante il suo apporto alla prima storica qualificazione del Nantes alle coppe europee.
Archiviata per l'HBC Nantes un'altra stagione che resterà a lungo negli annali.
Raggiunte le Final-Four in tutte le competizioni Nazionali: Trophée des champions, Coupe de la Ligue e Coupe de France, il Nantes battendo in trasferta nell'ultima giornata il Dunkerque - finalista uscente di Coppa EHF - chiude, per la prima volta nella sua storia, il Campionato al 4º posto, qualificandosi così per la seconda volta consecutiva alle coppe europee.
In base alle statistiche delle gare ufficiali, non computando i tiri dai sette metri, Skatar è stato il giocatore più prolifico della rosa.
Nella stagione 2012-2013 arriva in finale di EHF Cup, diventando così il primo italiano a disputare la finale di una coppa europea.
Tuttavia, il Nantes si rinforza con il mancino spagnolo Jorge Maqueda e Skatar, messo in ombra dal neo compagno di reparto, trova un accordo con il Cesson Rennes. I mesi che vanno dunque da gennaio al termine della stagione, si fanno bui e Skatar, passa in prestito al Carpi.

### Terraquilia Carpi
Il 9 gennaio 2014 viene ufficializzato il ritorno in Italia di Skatar, nella squadra emiliana del Carpi. 
Con la maglia di Carpi Skatar disputa le semifinali scudetto e la finale di Coppa Italia.
A fine stagione, scaduto il prestito, Skatar raggiunge la sua nuova squadra, il Cesson Rennes.

### Secondo periodo francese: Cesson-Rennes, Montélimar, Strasburgo
Al Cesson-Rennes Skatar rimane due anni. Colleziona 26 gettoni e 48 reti in campionato. 
Il 4 luglio 2016 viene ufficializzato il suo passaggio dal Rennes al Montélimar, squadra di terza lega francese. 
La stagione successiva Skatar passa allo Strasbourg, con la quale a fine stagione centra la promozione dalla terza alla seconda lega francese.
Alla sua seconda stagione a Strasburgo va in nomination per venire eletto come miglior terzino destro della ProLigue.
Dopo tre anni lascia la squadra francese, non avendo trovato un'intesa per il prolungamento del contratto.

### Soultz Bollwiller
Il 6 luglio 2020 il portale francese DNA riporta l'accordo tra Skatar e il Soultz Bollwiller, club di quinta divisione francese. Qui Skatar gioca tre partite condite da 12 reti, prima che il Governo francese blocchi tutte le attività sportive dilettantistiche per evitare il propagarsi della pandemia di COVID-19.

### SSV Bozen e di nuovo al Soultz
Il 1º febbraio 2021 viene ufficializzato il suo ritorno in Italia al Bozen. Al suo esordio prende parte alla trasferta contro Sassari, segnando nove reti e riuscendo a strappare un punto ai rivali. Chiude la stagione con 85 reti in 14 partite di campionato; a fine campionato non rinnova il contratto e rimane svincolato.
Dopo oltre un anno senza squadra, Skatar ritorna a calcare i campi della Nationale 3 francese nuovamente con la maglia del Soultz, andando a segno per 5 volte nella vittoria contro il Val de Saone.
Con il nuovo anno non torna più in campo, chiudendo la sua carriera, senza però mai annunciarlo ufficialmente.

## Dopo il ritiro
Nel 2023, dopo il ritiro dai campi di pallamano, Skatar ha deciso di mettersi alla prova con la maratona, partecipando alla 52ª edizione della kermesse newyorkese, che chiude in 3 ore e 58 minuti. L'anno successivo, completa la 50ª Maratona di Berlino in 3 ore e 42 minuti, mentre nel 2025 sigilla la terza delle sei gare del circuito World Marathon Majors portando a compimento in 3 ore e 33 minuti la 45ª Maratona di Londra.

## Palmarès

### Competizioni nazionali
- 2. Handball-Bundesliga: 1

TuS Nettelstedt-Lübbecke: 2008-09
- Handball Trophy: 1

Pallamano Trieste: 2004-05
- 1.B HRL: 1

RK Umag: 2000-01

### Competizioni giovanili
- Campionato italiano di pallamano maschile U21: 1

Pallamano Trieste: 2005-2006

### Individuale
- Trophées LNH: nomination per il miglior terzino destro della Proligue

2018-2019
- Capocannoniere della Nationale 1: 1

2017-2018 (183 gol in 26 partite)
- Championnat de France de Handball PRO D2 All-Star: 1

2009-2010
- Capocannoniere della Serie A d'Elite: 1

2005-2006 (233 gol)
- Capocannoniere Handball Trophy: 1

2005-2006

### Nazionale
- XV GdM Almería 2005: 9º
- XVI GdM Pescara 2009: 7º
- XVII GdM Mersin 2013: 4º
- XVIII GdM Tarragona 2018: Fase a gironi